# 滯留離島情報員
滯留離島情報員（日语：／）指的是第二次世界大戰期間日本沖繩縣離島所滯留的情報員。

## 概述
在太平洋戰爭中，日本政府為抵禦美軍的登陸，指揮當地的居民組織游擊戰，分配陸軍中野學校所訓練的情報員，而情報員隱藏其身分，共有約11名情報員被分別配置在伊平屋島、伊是名島、粟国島、久米島、多良間島、黑島、西表島、波照間島、与那国島等九個島。
為了贏得當地居民的信任，日本政府同意情報員模仿當時社經地位較高的人，諸如學校教師等，透過這類的社經地位與當地居民建立人脈，特別是與青少年間建立深厚的人際關係，亦有情報員與當地居民更深厚的建立婚姻關係，也因此在從事進行抵禦美軍的登陸工作時，這類的人脈有助於這些秘密挖掘能共同進行游擊活動的人力資源，並在學校等地將居民組織化，以防備美軍的進攻。